# Рентгенівський флюоресцентний спектрометр

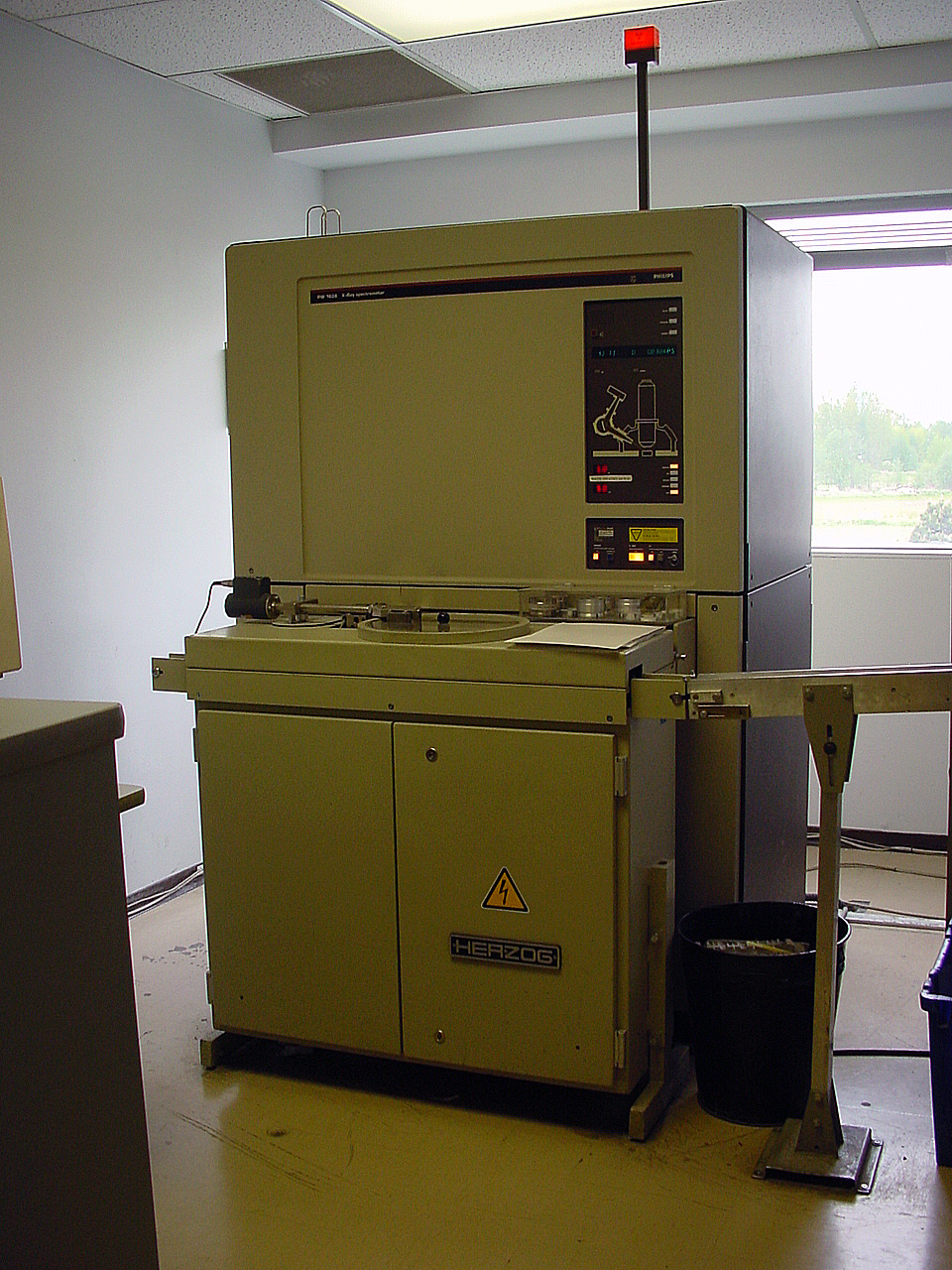
A Philips PW1606 Рентгенівський флюоресцентний спектрометр з автоматичною подачею зразків у лабораторії контролю якості цементу.

Рентгенівські флуоресцентні спектрометри. Суть роботи даних спектрометрів полягає у наступному. Під впливом рентгенівського випромінювання атоми контрольованої речовини переходять у збуджений стан, при якому електрони, поглинаючи ззовні порції енергії, займають виші енергетичні рівні. Зворотний перехід супроводжується випромінюванням енергії – вторинним йонізуючим випромінюванням. При цьому кожний елемент має своє випромінювання з дискретним індивідуальним енергетичним спектром. Це дозволяє за спектром вторинного випромінювання визначати наявність певного елемента (якісний аналіз), а за густиною потоку енергії характеристичного випромінювання – кількість елемента (кількісний аналіз).
Реалізація рентгенівського флуоресцентного спектрометра, який контролює в потоці пульпи відношення вмісту двох елементів, що підлягають розділенню, показана на рис.  Пульпа надходить у вимірювальну камеру (1), забезпечену отвором, закритим тонкою плівкою (2). Джерелом опромінення пульпи є рентгенівська трубка (3). Вторинне випромінювання потрапляє на багатопластинчастий коліматор (4) і далі на кристал кварцу (5), де випромінювання розкладається у спектр. Характеристичні випромінювання контрольованих елементів почергово надходять у вимірювальну систему (6). Остання містить блоки детектування, комутації і обчислення і формує сигнал для проміжного перетворювача (Пр). На виході перетворювача з’являються сигнали, пропорційні вмістам контрольованих елементів, які надходять на вимірювальний прилад (ВП), що містить блок розподілу. ВП реєструє відношення вмістів контрольованих елементів.  
Потрібно зазначити, що завдяки диференціальному принципу вимірювання показ спектрометра не залежить від густини пульпи.
Розглянутий метод покладено і в основу роботи рент-генівського аналізатора РАМ-1М, розробленого інститутом УкрНДІвуглезбагачення і призначеного для вимірювання зольності і вогкості вугілля крупністю до 13 мм в потоці.